# Quella gente là
Quella gente là è un album di Bruno Lauzi, pubblicato dalla Numero Uno nel settembre del 1975.
Si tratta del rifacimento di alcuni brani già presenti in due precedenti album dell'artista genovese: Lauzi al cabaret e Kabaret n. 2.

## Tracce
Brani composti da Bruno Lauzi, eccetto dove indicato.
Lato A
1. Menica menica
2. Vecchio paese
3. La banda
4. La ballata di innocenza
5. L'amore gratis
6. I cargo

Lato B
1. Quella gente là (Jacques Brel, adattamento di Bruno Lauzi)
2. Anna la rossa
3. Il casermone
4. Ondina
5. New York
6. Gli acrobati

## Musicisti
- Bruno Lauzi - voce
- Tony Esposito - percussioni

Note aggiuntive
- Giuseppe Bernardini - tecnico della registrazione, re-recording
- Angelo Franchi - assistente musicale